# Gruppenbach (Bühler)
Der Gruppenbach ist ein Waldbach in den Ellwanger Bergen im Gemeindegebiet von Bühlerzell im Landkreis Schwäbisch Hall im nordöstlichen Baden-Württemberg, der nach einem gut 5 km Lauf ungefähr nach Südwesten beim Weiler Senzenberg von rechts in die obere Bühler mündet.

## Geographie

### Quelle und Verlauf
Der Gruppenbach entspringt keine 200 m südwestlich des Ortsrandes von Bühlerzell-Kammerstatt ungefähr in Fortsetzung der Hirtengasse auf etwa 480 m ü. NHN. Zwischen den beackerten Hanggewannen Eifeld im Nordwesten und Fessel im Südosten nimmt er in einer kleinen Geländemulde seinen Anfang. In kurzem Umkreis liegen hier wenigstens drei weitere Quellen, Gehölzgalerien begleiten von Anbeginn an zwei der entstehenden Läufe, die bald zusammenfließen. Danach läuft der Bach etwa einen halben Kilometer in südwestlicher Richtung innen und dicht am Rande des links sich ausdehnenden Großen Waldes entlang, um sich dann, sobald breiter Wald nach insgesamt etwa 750 m auch an seine rechte Seite tritt, allmählich nach Süden zu kehren. Nach etwa einem Kilometer begleitet ein Waldweg seinen Lauf, der hier durch die Seitenmulde eines oft trockenen Zulaufes das Tal erreicht. Dreihundert Meter später mündet von rechts ein kurzer Klingenbach von südlich des Benzenhofs, und bei Bach-Kilometer 1,8 läuft er auf wenig unter 440 m ü. NHN mit dem hier 1,3 km langen Forchenbach zusammen, der von links aus Richtung Osten vom Spatzenhof heranzieht.
Gleich danach unterquert er die von rechts von der K 2627 Bühlerzell-Benzenhof nahende Gemeindestraße nach Mangoldshausen, die ein kurzes Stück den Bach weiterhin links auf ihrer Steigenstrecke begleitet. Bald mündet von links der 1,7 km lange Mangoldshauser Graben auf 425,8 m ü. NHN und etwa 2,4 km unterhalb der obersten Gruppenbach-Quelle. Dieser Zufluss entsteht am Nordostrand der Mangoldshausen-Schönbronner Flurinsel. Hiernach dreht der Gruppenbach seinen Lauf wieder langsam nach Südwesten, inzwischen ohne begleitenden Waldweg, der nächste Zufluss nach etwa 3,4 km Bachlauf auf 412,4 m ü. NHN, wiederum von links, ist der 2,2 km lange Klingenbach. Dieser zieht von der K 2629 her und ist am Oberlauf in der Natur auffällig durch eine dünne Baumgalerie längs seines Laufes, die die genannte Flurinsel in einer kleinen Mulde zwischen Mangoldshausen im Norden und Schönbronn im Süden durchschneidet. Seine Mündung liegt an der Südwestspitze des gut einen Hektar großen und feuchten Waldwiesendreiecks der Jörgenwiese in der Aue, an dessen Nordostseite ein Wanderweg auf der alten Trasse des Schönbronn–Bühlerzeller Kirchenwegs auf zwei kleinen Holzstegen die beiden eben noch getrennten Bäche überquert.
Nach etwa 3,7 km tritt dann die freie Flur an die Ufer des Gruppenbachs, zunächst rechtsseitig, nach etwa 4,1 km beidseitig. Gleich darauf mündet wiederum von links der 0,8 km lange Bach durch die Wolfsklinge, der westlich von Schönbronn entsteht. Auf der rechten Seite von dessen Klinge führt die Straße von Schönbronn nach Senzenberg ins Gruppenbachtal herunter, die dann auf dem Reststück des Gruppenbachtales langsam den linken Hang zum Niveau des Gruppenbachs absteigt. In einer Südostschlinge läuft der Gruppenbach um das Anwesen der ehemaligen Ziegelmühle zu seiner Rechten herum, deren etwas oberhalb rechts abgehende Kanaltrasse noch an einer Gehölzgalerie am Fuß des rechten Talhangs erkennbar ist. Schließlich mündet der Gruppenbach, nachdem er noch die L 1072 Bühlerzell–Abtsgmünd-Pommertsweiler unterquert hat, nach insgesamt 5,2 km Bachlauf auf etwa 392 m ü. NHN von rechts bei Bühlerzell-Senzenberg in die Bühler.

### Einzugsgebiet
Der Gruppenbach hat ein Einzugsgebiet von 6,7 km² Größe, das im Teilraum Ellwanger Berge des Naturraums Schwäbisch-Fränkische Waldberge liegt. Der höchste Punkt liegt an der nördlichen Wasserscheide etwas westlich von Kammerstatt auf etwa 502,4 m ü. NHN. Rechtsseitig entfernt sich die Wasserscheide nie auch nur 0,7 km vom Bach, linksseitig dagegen an der breitesten Stelle bis auf über 2,0 km.
Die Wasserscheide verläuft im Nordwesten, ab der Abzweigung der talquerenden Straße nach Mangoldshausen von ihr, etwa auf der K 2627 Bühlerzell-Kammerstatt zunächst westlich gegen den Pfaffenbach, der in Bühlerzell in die Bühler mündet, dann nördlich gegen Sperberklingenbach, Reutebach und Braunen Bach, deren Abfluss die Bühler über den Avenbach erreicht. Ab Kammerstatt an der Nordostspitze des Einzugsgebietes folgt die Kammlinie nun auf der linken Seite des Gruppenbachs mit Abweichungen der Südtrasse der K 2627 ab Kammerstatt über den Spatzenhof bis zur Abzweigung der K 2629, hier konkurrieren jenseits die Blinde-Rot-Zuflüsse Dollesbach, Scherrbach und die Bäche durch die Hahnles- und die Höfelesklinge. Danach passiert die Wasserscheide Schönbronn etwas nördlich parallel zur K 2629 und läuft von dort stracks durch den Hangwald Kohlstatt nach Südwesten auf die Mündung des Baches zu. Auf diesem Abschnitt grenzt zunächst das Einzugsgebiet des großen Bühlerzuflusses Uhlbach im Südosten an, im Abschnitt etwa ab Schönbronn konkurriert im Süden der deutlich kleinere und nähere Ödenbach zur Bühler.
Von der Mündung bei Senzenberg an folgt die rechte Wasserscheide sehr genau dem nördlich verlaufenden Feldweg über den Bergkamm zur Rosshalde, Hirschreute und zum Waldwiesendreieck Schlag, jenseits fließt hier an nennenswerten Bächen nur der kurze Rossbach zur Bühler. Ab dem Schlag macht die Wasserscheide eine kleine Ostkurve um das Einzugsgebiet des bei Bühlerzell in die Bühler mündenden Schäfbachs und erreicht dann wieder nahe der Abzweigung der Straße nach Mangoldshausen am Benzenhof die K 2627.
Gut die Hälfte des Einzugsgebietes ist bewaldet, darunter der größte Teil der Talmulde des Gruppenbachs.

### Zuflüsse

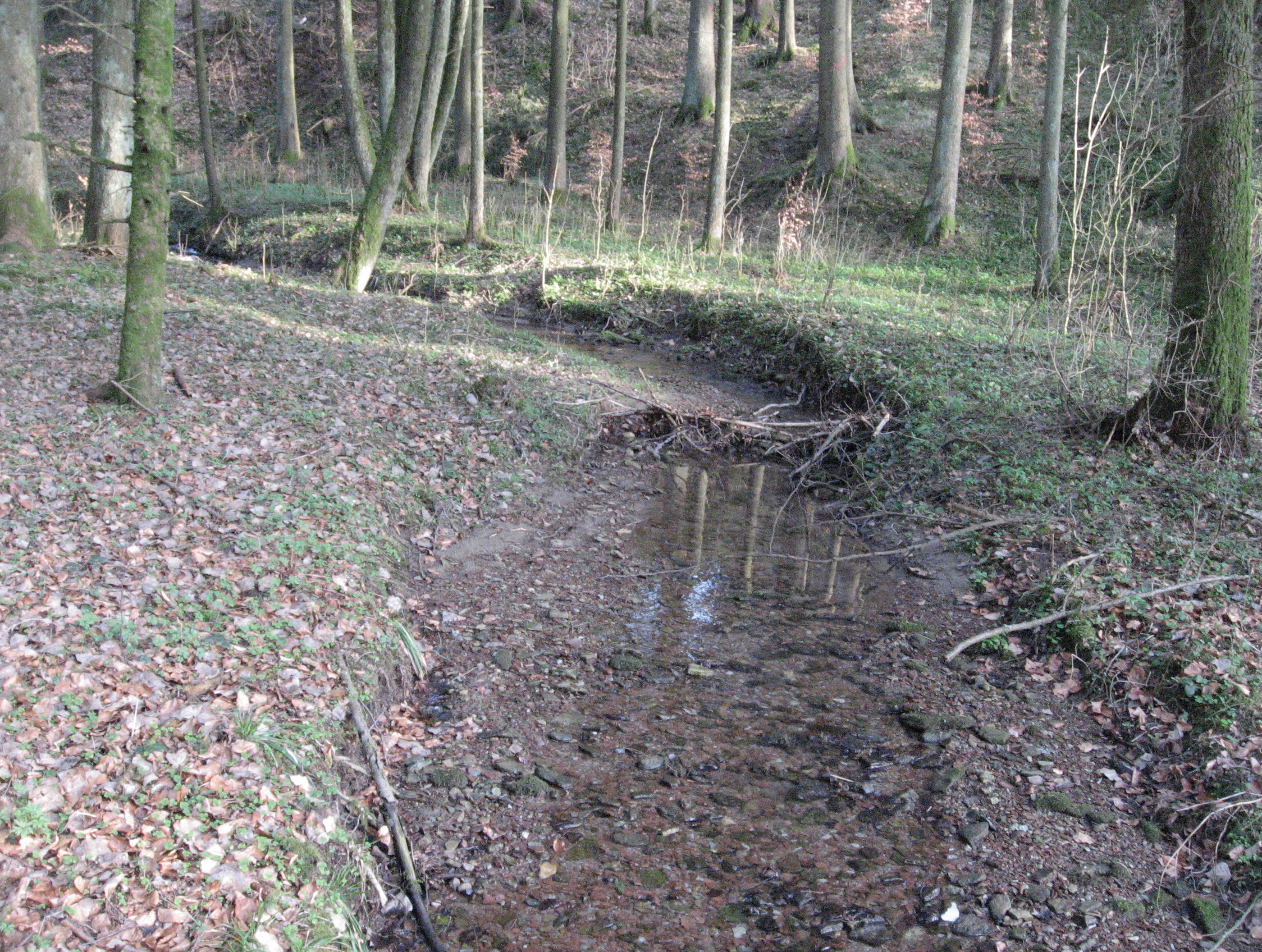
Blick den linken Grundbach-Zufluss Klingenbach aufwärts von nahe dem Klingenbach-Steg des Schönbronn–Bühlerzeller Kirchenwegs. Im Bachbett Keupersandsteingeröll.

Liste der Hauptzuflüsse von der Quelle zur Mündung. Gewässerlänge, Einzugsgebiet und Höhe nach den entsprechenden Layern auf der Onlinekarte der LUBW. Andere Quellen für die Angaben sind vermerkt.
Ursprung des Gruppenbachs auf etwa 480 m ü. NHN ca. 0,2 km südwestlich des Ortsrandes von Bühlerzell-Kammerstatt in Fortsetzung der Hirtengasse.
- Forchenbach, von links und Ostnordosten auf etwa 438 m ü. NHN nahe der Gruppenbachbrücke der Straße Bühlerzell–Mangoldshausen, 1,3 km und ca. 0,9 km². Entsteht auf etwa 482 m ü. NHN wenig westlich des Spatzenhofs im beginnenden Wald.
- Mangoldshauser Graben, von links und Osten auf 425,8 m ü. NHN[LUBW 7] ca. 0,9 km westnordwestlich von Mangoldshausen, 1,7 km und ca. 1,0 km². Entsteht auf etwa 482 m ü. NHN ca. 0,9 km ostnordöstlich von Mangoldshausen.
- Klingenbach, von links und Osten auf 412,4 m ü. NHN[LUBW 7] an der Südwestspitze der Jörgenwiese, eines kleinen Wiesendreiecks im Talwald, 2,2 km und ca. 1,3 km². Entsteht auf etwa 477 m ü. NHN etwa 1,3 km nordöstlich von Schönbronn im Gassenfeld nahe der K 2629 nach dem Weiler vor dem Schönbronner Holz. Noch vor dem Waldeintritt von einer Galerie begleitet, die die Rodungsinseln um Mangoldshausen und um Schönbronn teilt.
- (Bach durch die Wolfsklinge), von links und Osten auf etwa 404 m ü. NHN etwa 0,3 km nordöstlich der Ziegelmühle, 0,8 km und ca. 0,3 km². Entsteht auf etwa 465 m ü. NHN etwa 0,6 km westsüdwestlich von Schönbronn am Beginn seines von der Straße von dort nach Senzenberg genutzten Waldklinge.
- (Mühlkanal zur Ziegelmühle), von rechts auf etwa 398 m ü. NHN kurz nach der Ziegelmühle, 0,2 km und unter 0,1 km². Geht auf etwa 402 m ü. NHN etwa 0,1 km nördlich der Mühle nach rechts vom Gruppenbach ab.

Mündung des Gruppenbachs auf etwa 392 m ü. NHN beim südlichsten Hof von Bühlerzell-Senzenberg von rechts und Nordosten in die obere Bühler. Der Gruppenbach ist 5,2 km lang und hat ein Einzugsgebiet von 6,7 km².

### Ortschaften
Der gesamte Lauf des Gruppenbachs liegt auf der Bühlerzeller Teilgemarkung der Gemeinde Bühlerzell. Vom Einzugsgebiet gehört allein ein kleiner Zwickel Walds von etwa 3 ha im äußersten Nordwesten zum Gebiet der Gemeinde Bühlertann, er liegt beim Straßenknick der K 2627 zwischen Benzenhof und Kammerstatt, der gesamte übrige Teil zur Gemeinde Bühlerzell.
Im Einzugsgebiet liegen noch über der Quelle ein großer Teil des Weilers Kammerstatt, der Kleinweiler Spatzenhof nahe dem Forchenbach-Ursprung, der Weiler Mangoldshausen auf dem Höhenrücken zwischen dem Mangoldshauser Graben und dem Klingenbach. Erst am Unterlauf tritt der Gruppenbach aus dem Wald, hier liegen die Ziegelmühle und zuletzt ein Teil des in drei oder vier Siedlungsgruppen zerfallenden Weilers Senzenberg direkt am Bachlauf. Insgesamt leben unter 300 Menschen im Einzugsgebiet.

## Geologie
Der Gruppenbach fließt im Keuper. Seine Quellen liegen in den Oberen Bunten Mergeln (Mainhardt-Formation), das Einzugsgebiet oberhalb erstreckt sich im Norden bei Kammerstatt und vor allem im Osten noch über Hochflächen im Stubensandstein (Löwenstein-Formation) sowie darunter im Kieselsandstein (Hassberge-Formation). Das Tal erreicht schon im mittleren Bereich die Unteren Bunten Mergel (Steigerwald-Formation) und bleibt bis zur Mündung im Mittelkeuper.
Es gibt die folgenden Geotope:
- Aufschluss in den Unteren Bunten Mergeln etwa 70 m südlich der Gruppenbach-Brücke der Straße nach Mangoldshausen.[6]
- Aufschluss im Kieselsandstein und den Unteren Bunten Mergeln in der unteren Klinge des Mangoldshauser Grabens.[7]
- Aufschlüsse im Kieselsandstein und den Unteren Bunten Mergeln am Klingenbach.[8]

## Natur und Schutzgebiete
Der Klingenbach verläuft zum größten Teil in einem geschlossenen Waldgebiet, erst am Unterlauf auf den letzten ein bis anderthalb Kilometern fließt er in einer weiten, von Grünland dominierten Flurmulde. Die zufließenden kurzen Hangbäche haben vor allem am Unterlauf steile Klingen eingegraben, gut sichtbar etwa von der den Bach durch die Wolfsklinge begleitenden Straße von Schönbronn nach Senzenberg aus.
In den höheren Teile des Einzugsgebietes im Norden und vor allem im Osten liegen die zwei Rodungsinseln um Kammerstatt und den Spatzenhof bzw. um Mangoldshausen und Schönbronn. Deren Hochflächen und Hügellagen sind unterm Pflug, nur kleinere und tiefere Teile vor allem am Hang sind Grünland.
Am Oberlauf und am Klingenbach liegen Wasserschutzgebiete. Die Horgenwiese genannte Nasswiese im Mündungswinkel des Klingenbachs ist als Naturdenkmal geschützt. Die offenen Talanteile des Unterlaufs liegen im Landschaftsschutzgebiet Oberes Bühlertal mit Nebentälern und angrenzenden Gebieten.

### LUBW
Amtliche Online-Gewässerkarte mit passendem Ausschnitt und den hier benutzten Layern: Lauf und Einzugsgebiet des Gruppenbachs

Allgemeiner Einstieg ohne Voreinstellungen und Layer: Daten- und Kartendienst der Landesanstalt für Umwelt Baden-Württemberg (LUBW) (Hinweise)
1. 1 2 3  Höhe nach dem Höhenlinienbild auf dem Hintergrundlayer Topographische Karte.
2. 1 2  Länge nach dem Layer Gewässernetz (AWGN).
3. 1 2  Einzugsgebiet nach dem Layer Basiseinzugsgebiet (AWGN).
4. 1 2  Konservativ nach oben abgeschätzt nach den im Einzugsgebiet liegenden Siedlungsanteilen der Weiler und den Angaben der Gemeindewebsite von Bühlerzell.
5. ↑  Höhe nach schwarzer Beschriftung auf dem Hintergrundlayer Topographische Karte.
6. ↑  Einzugsgebiet abgemessen auf dem Hintergrundlayer Topographische Karte.
7. 1 2  Höhe nach blauer Beschriftung auf dem Hintergrundlayer Topographische Karte.
8. ↑  Fläche abgemessen auf dem Hintergrundlayer Topographische Karte.
9. ↑  Schutzgebiete nach den einschlägigen Layern, Natur teilweise nach dem Layer Biotop.

### Andere Belege
1. ↑  Modellierte Werte nach Abfluss-BW Gewässerknoten MQ/MNQ
2. ↑  Name nach einem nahebei ansässigen Auskunftsgeber.
3. ↑  Wolf-Dieter Sick: Geographische Landesaufnahme: Die naturräumlichen Einheiten auf Blatt 162 Rothenburg o. d. Tauber. Bundesanstalt für Landeskunde, Bad Godesberg 1962. → Online-Karte (PDF; 4,7 MB)
4. ↑  Hansjörg Dongus: Geographische Landesaufnahme: Die naturräumlichen Einheiten auf Blatt 171 Göppingen. Bundesanstalt für Landeskunde, Bad Godesberg 1961. → Online-Karte (PDF; 4,3 MB)
5. ↑  Geologie nach der bei → Literatur angegebenen geologischen Karte bzw. im südlichen Teil gröber nach Mapserver des Landesamtes für Geologie, Rohstoffe und Bergbau (LGRB) (Hinweise)
6. ↑  Geotop-Steckbrief Aufschluss in den Unteren Bunten Mergeln nahe der Gruppenbach-Brücke (PDF, 327 kByte) beim LGRB.
7. ↑  Geotop-Steckbrief Aufschluss im Kieselsandstein in der Klinge des Mangoldshauser Bachs (PDF, 328 kByte) beim LGRB.
8. ↑  Geotop-Steckbrief Aufschluss in Kieselsandstein und Unteren Bunten Mergeln am Klingenbach (PDF; 338 kByte) beim LGRB.
9. ↑  Name der Horgenwiese nach der mündlichen Auskunft eines Bewohners der umliegenden Weiler.